# Ammasso di Alfa Persei
L'Ammasso di Alfa Persei (noto anche con le sigle Mel 20 e Perseus OB3) è un grande ammasso aperto visibile nella costellazione di Perseo.
Nonostante la sua grande luminosità, non veniva considerato un "oggetto celeste" a causa della sua grande estensione, ma piuttosto un asterismo; oggi è noto che si tratta di un gruppo di stelle bianco-azzurre facente parte della Cintura di Gould, le cui componenti hanno un'origine comune e si muovono insieme nello spazio.
La distanza dell'ammasso è stimata attorno ai 190 parsec (620 anni luce) e la sua età è di circa 50 milioni di anni; esso farebbe parte di una generazione di stelle massicce che hanno interagito pesantemente col mezzo interstellare circostante, contribuendo a determinare la genesi delle strutture principali della nostra regione galattica.

## Osservazione

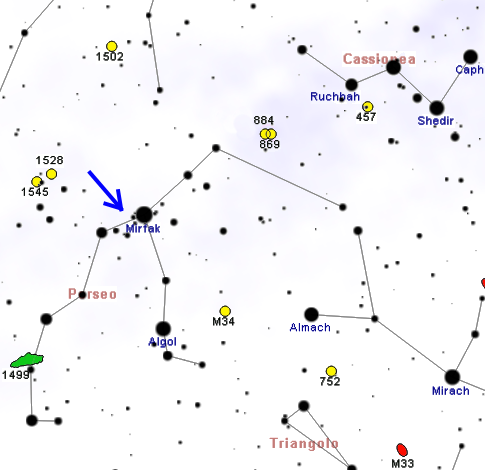
Carta per l'individuazione dell'ammasso di Alfa Persei.

L'ammasso di Alfa Persei è un oggetto di notevole splendore, nonché uno degli ammassi aperti più vicini al sistema solare; si trova nella parte settentrionale della costellazione di Perseo e appare dominato dalla stella Mirphak, α Persei, una gigante bianco-gialla di magnitudine 1,79, che dà pure il nome all'intero oggetto. Le sue componenti principali sono ben distinguibili anche a occhio nudo, essendo di quarta e quinta magnitudine, e formano un ricco addensamento stellare attorno a Mirfak. Anche un piccolo binocolo come un 7x30 è sufficiente per risolverlo in decine di stelle sino alla magnitudine 8, mentre con un 10x50 le stelle osservabili diventano oltre un centinaio; l'ammasso si presenta di forma allungata in senso nordovest-sudest ed è delimitato dalle stelle δ Persei e ε Persei. Ingrandimenti maggiori sono sconsigliati in quanto si perde la visione d'insieme, a causa della sua notevole estensione; lo strumento ideale per la sua osservazione è pertanto il binocolo, o al più un piccolo telescopio.
Alle latitudini boreali è ben osservabile nel cielo serale nel periodo compreso fra fine agosto fino a tutto marzo e si mostra molto alto nel cielo in particolare nelle notti tardo-autunnali e invernali; grazie alla sua declinazione fortemente settentrionale, appare circumpolare dalla gran parte delle regioni dell'emisfero nord, fino a una latitudine di circa 40°N. Dall'emisfero australe, viceversa, la sua osservazione risulta piuttosto penalizzata e può essere visto solo a partire dalle latitudini temperate medio-basse e solo per pochi mesi l'anno.

## Storia delle osservazioni
Grazie alla sua grande luminosità, l'ammasso di Alfa Persei deve essere stato probabilmente osservato anche nelle epoche più antiche. Tuttavia, la prima descrizione scientifica dell'oggetto risale alla metà del Seicento, quando fu catalogato da Giovanni Battista Hodierna; egli lo descrive come un oggetto di natura nebulosa attorno alla stessa Alfa Persei.
Il celebre astronomo Charles Messier decise di non inserire quest'oggetto nel suo ben noto catalogo, così come fece per altri oggetti particolarmente estesi come le Iadi o l'Ammasso aperto della Chioma. Nel 1910 venne osservato da Arthur Eddington, che lo descrisse come una brillante associazione stellare molto dispersa; pochi anni dopo venne per la prima volta inserito in un catalogo astronomico interamente dedicato agli ammassi aperti: Philibert Jacques Melotte lo catalogò infatti col numero 20 nel suo famoso catalogo degli ammassi aperti pubblicato nel 1915.

## Caratteristiche
| Stella    | Classe spettrale | Magnitudine apparente |
| --------- | ---------------- | --------------------- |
| α Persei  | F5               | 1,79                  |
| ε Persei  | B0.5             | 2,90                  |
| δ Persei  | B5               | 3,01                  |
| 48 persei | B3               | 3,96                  |
| ψ Persei  | B5               | 4,32                  |
| 34 Persei | F0               | 4,67                  |
| HD 21278  | B5               | 4,97                  |
| 31 Persei | B5               | 5,05                  |
| 29 Persei | B3               | 5,16                  |
| 30 Persei | B8               | 5,49                  |

Dall'analisi dei dati raccolti col satellite Hipparcos emerge che l'Ammasso di Alfa Persei è composto da almeno 30 stelle di classe spettrale B, 33 di classe A, 12 di classe F, 2 di classe G e due di classe K; data la relativa giovane età delle sue componenti e l'abbondanza di stelle delle prime classi spettrali, l'ammasso viene considerato un'associazione OB a tutti gli effetti ed è noto anche con la sigla Perseus OB3.
La difficoltà maggiore che si incontra nella determinazione del numero di componenti dell'Ammasso di Alfa Persei è data dalla sua vicinanza a un gran numero di correnti stellari e associazioni disperse di età più recente che si concentrano in direzione di Perseo e del Toro, nonché con l'allineamento della sua cinematica con quella delle stelle dell'associazione locale. Secondo i dati di uno studio del 2006, le stelle elencate nel Catalogo Tycho-2 facenti parte dell'Associazione di Alfa Persei sarebbero 139, tutte racchiuse entro un diametro di 26,6 parsec, che alla distanza di 190 parsec equivalgono a un diametro angolare di circa 4°.
Fra queste, una trentina risultarono essere doppie fin dalle analisi approfondite condotte nel 1992; a queste si sono aggiunte altre cinque binarie individuate tramite misurazioni astrometriche. In totale ne consegue che solo il 20% circa delle sue componenti sono stelle doppie, una percentuale modesta se comparata a quella delle stelle di classe spettrale G presenti nei dintorni e decisamente bassa se paragonata a quella degli ammassi aperti più vicini, le Iadi e le Pleiadi. Lo stesso discorso è valido anche per le stelle doppie visuali con ampia separazione.

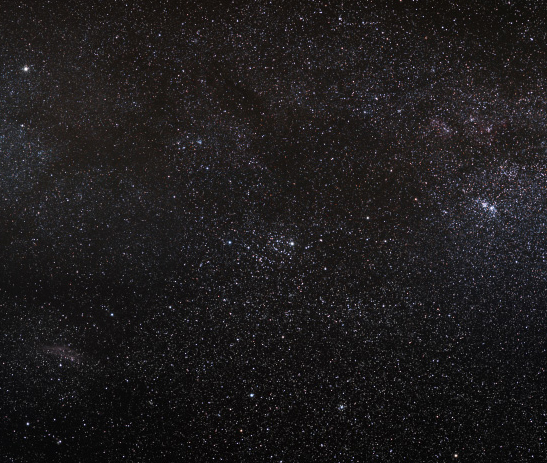
La Via Lattea in direzione di Perseo, con al centro l'Ammasso di Alfa Persei.

Osservazioni condotte ai raggi X hanno evidenziato ulteriori differenze rispetto agli ammassi circostanti per quanto riguarda la distribuzione delle stelle con forti emissioni a questa lunghezza d'onda. Le stelle associate a forti emissioni X, generalmente stelle di massa medio-piccola che presentano una'elevata velocità di rotazione, paiono essere poco concentrate nelle regioni centrali dell'ammasso, mentre la gran parte si concentra nell'alone oltre a 10 parsec di distanza dal centro, probabilmente al di fuori del raggio mareale dell'ammasso stesso; ciò può essere spiegato col fatto che l'ammasso, a causa del fenomeno della segregazione di massa, tende a concentrare le sue stelle più massicce, e quindi con scarse emissioni X, nelle sue regioni centrali. Tuttavia, ciò appare in contrasto con la posizione della stella massiccia α Persei.
Dato che tutti gli ammassi aperti tendono col tempo a disgregarsi a causa dell'interazione col mezzo interstellare circostante e delle forze di marea presenti nel disco galattico, entro pochi milioni di anni dalla loro formazione alcune stelle vengono gradualmente espulse, confondendosi coi campi stellari circostanti o diventando stelle fuggitive a seguito di particolari eventi. La ricerca di queste stelle espulse riveste particolare importanza in quanto possono essere datate con estrema facilità e accuratezza. Tuttavia, su 9300 stelle analizzate è stato scoperto soltanto un singolo evento di espulsione; si tratta della nana rossa GJ 82, probabilmente espulsa dall'ammasso circa 47 milioni di anni fa. Si tratta di una stella che presenta forti emissioni nella banda dell'Hα, dovute probabilmente alla sua giovane età e alla sua elevata velocità di rotazione.
Basandosi sulla tecnica della datazione tramite l'abbondanza del litio è stata derivata per le stelle dell'ammasso un'età minima di circa 60-65 milioni di anni e plausibilmente attorno ai 75 milioni di anni o più, se si considera l'età di alcune stelle di piccola massa di cui però la reale appartenenza non è confermata. Misure ottenute tramite la fotometria hanno fornito un valore di circa 50 milioni di anni; questa stima sembra essere accettata anche da altri studi.

## Origine

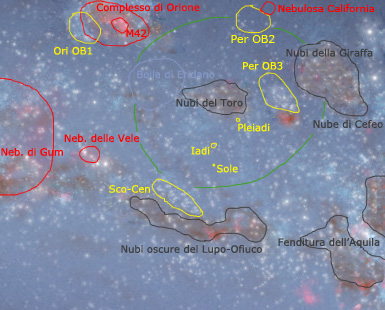
Mappa schematica dei dintorni del Sole, con in evidenza l'Ammasso di Alfa Persei (Per OB3).

La storia dell'Ammasso di Alfa Persei riveste una certa importanza nell'evoluzione della nostra regione galattica degli ultimi 50 milioni di anni. Secondo dei modelli cinematici elaborati all'inizio degli anni duemila, circa 50 milioni di anni fa a seguito di un esteso episodio di formazione stellare si generarono alcune grandi associazioni OB, fra le quali spicca l'estesa Associazione Cassiopeia-Taurus, ormai completamente dissolta; fra queste associazioni erano compresi lo stesso Ammasso di Alfa Persei e l'associazione Cepheus OB6. L'azione combinata del vento stellare delle stelle più massicce di queste associazioni e della successiva loro esplosione come supernovae generò una potente onda d'urto che avrebbe spazzato via ogni residuo gassoso appartenente all'antica nube molecolare gigante in cui queste stelle si erano originate, accumulandone i resti sul bordo di una gigantesca struttura a superbolla con un raggio compreso fra 200 e 500 parsec e formando così un grande anello di gas, chiamato Anello Lindblad.
Il gas accumulato iniziò in seguito a collassare in più punti, dando origine a un anello di stelle giovani e brillanti noto come Cintura di Gould, costituito da diverse associazioni OB fra le quali spiccano l'Associazione Scorpius-Centaurus, Orion OB2 e Cepheus OB2.
Secondo i dati forniti dal satellite Hipparcos, l'alone dell'Ammasso di Alfa Persei costituirebbe di fatto la regione centrale dell'antica Associazione Cassiopeia-Taurus; le prove di ciò sono state trovate attraverso l'analisi del moto proprio delle stelle appartenenti alle due associazioni, che avrebbero quindi un'origine e un'età comune. L'Associazione Cas-Tau tuttavia, a differenza del gruppo di Alfa Persei, si è disgregata trasformandosi in una grande corrente stellare. Sempre secondo i dati dell'Hipparcos, non vi è alcuna relazione fra l'Associazione Cas-Tau e la Nube del Toro, una nube molecolare gigante situata nei paraggi in cui hanno luogo processi di formazione stellare generanti stelle di piccola massa.

### Libri
- (EN) Stephen James O'Meara, Deep Sky Companions: Hidden Treasures, Cambridge University Press, 2007, ISBN 0-521-83704-9.
- (EN) C. J. Lada, N. D. Kylafits, The Origin of Stars and Planetary Systems, Kluwer Academic Publishers, 1999, ISBN 0-7923-5909-7.
- A. De Blasi, Le stelle: nascita, evoluzione e morte, Bologna, CLUEB, 2002, ISBN 88-491-1832-5.

### Pubblicazioni scientifiche
- (EN) Makarov, Valeri V., Precision Kinematics and Related Parameters of the α Persei Open Cluster, in The Astronomical Journal, vol. 131, n. 6, giugno 2006,  pp. 2967-2979, DOI:10.1086/503900.
- (EN) Goyette, J.; Bruhweiler, F. C.; Pitts, M.; Gabel, J., The History of the Local ISM: The Last 50 Million Years, in American Astronomical Society, 198th AAS Meeting, #65.01; Bulletin of the American Astronomical Society, vol. 33, maggio 2001,  p. 884.

### Carte celesti
- Toshimi Taki, Taki's 8.5 Magnitude Star Atlas, su geocities.jp, 2005. URL consultato il 13 agosto 2011 (archiviato dall'url originale il 5 novembre 2018). - Atlante celeste liberamente scaricabile in formato PDF.
- Tirion, Rappaport, Lovi, Uranometria 2000.0 - Volume I - The Northern Hemisphere to -6°, Richmond, Virginia, USA, Willmann-Bell, inc., 1987, ISBN 0-943396-14-X.
- Tirion, Sinnott, Sky Atlas 2000.0, 2ª ed., Cambridge, USA, Cambridge University Press, 1998, ISBN 0-933346-90-5.
- Tirion, The Cambridge Star Atlas 2000.0, 3ª ed., Cambridge, USA, Cambridge University Press, 2001, ISBN 0-521-80084-6.